# Számítógépes zeneszerzés
A számítógépes zeneszerzés a XX. század egyik hibrid találmánya: olyan fogalom, amely vizsgálható művészi, illetve tudományos szempontból, művelői lehetnek zenészek vagy mérnökök. Számos részterületet fed le, melyek a digitális jelfeldolgozás, pszichoakusztika, hangdesign, hangszintézisek, hangszín-analizálás. Kialakulása szorosan összefügg a számítógépek fejlődésének történetével.

## Kialakulása
Bővebben: A számítógép története
A valószínűségszámítások, algoritmusok alapján írott zene nem újkeletű a nyugati zeneirodalomban. J. Ph. Kirnberger és W. A. Mozart is kísérletezett olyan eljárásokkal melyekben az egyes zenei paraméterek és építőkockák sorrendjét a véletlen határozta meg, azonban a kombinációk viszonylag kis száma miatt az irányzat inkább csak játék maradt. Az elektromos áram fokozatos megismerése és az elektronfón hangszerek fejlődése sok zeneszerzőben felkeltette a vágyat az elektronikus úton létrejövő hangok birodalmának felfedezésére. Az első nagy lépés az ENIAC megépítése volt mely képes volt az adattárolásra. Zenei hangok lejátszására az 1950-es évek elején megépített CSIRAC volt képes, melyen Geoff Hill, Maston Beard és Trevor Pearcey dolgoztak. Az első számítógéppel készült darab kétségkívül az Illiac Suite volt, Lejaren Hiller és Leonard Isaacson munkája, az Illinois Egyetem Illiac nevű számítógépén. A darab egy kísérleti sorozat terméke, ahol azt vizsgálták, hogy lehet-e számítógép segítségével zenét előállítani logikai kompozíciós folyamatokból származó instrukciók alapján. Ezt a darabot még nem lehetett valós időben megszólaltatni, erre a microchippel ellátott gépek voltak képesek később. A manapság használt programok őse a "Music" sorozat (az egyes frissítéseket növekvő, egész számokkal látták el).

## Stúdiók, intézetek, műhelyek

### WDR (Westdeutscher Rundfunk) elektronikus zenei stúdiója
1951-ben alapította Robert Beyer, Herbert Eimert és Werner Meyer-Eppler. Céljuk a közvetlen mágneses szalagra való komponálás volt. A stúdió megalapításakor jobbára analóg eszközök álltak rendelkezésre (zajgenerátor, ring modulátor, szűrők, zengető és szinuszgenerátorok). Később sok zeneszerző csatlakozott hozzájuk, többek között Ligeti György, Karlheinz Stockhausen, Mauricio Kagel.

### IRCAM (Institut de Recherche et Coordination Acoustique/Musique)
A párizsi székhelyű intézetet Pierre Boulez kezdeményezésére alapították, 1974-ben. Zenetudománnyal, a hang paramétereinek vizsgálatával és az elektroakusztikus zene szinte minden műfajával foglalkoznak. Számos mérföldkőnek számító felfedezést tettek itt: John Chowning FM szintézist leíró munkáját, az azóta is népszerű MAX programnyelvet itt fejlesztették ki, emellett számos zenei szoftver készítettek, például az Audiosculptot vagy GRM Toolst. A 70-es évek óta szinte az összes, elektronikus zenével foglalkozó zeneszerző megfordult itt. Napjainkban is aktív az intézet, konferenciákat, workshopokat tartanak és ösztöndíjat is adnak a fiatal kutatóknak.

### New York/Columbia-Princeton Electronic Music Center
Vladimir Ussachevsky és Otto Luenig, valamint Milton Babbit 1959-ben hozták létre New Yorkban a Columbia Egyetem és a Princeton Egyetem közös stúdióját, melynek központi hangszere a Rockefeller Alapítvány támogatásából megvásárolt RCA Mark II elektronikus szintetizátor volt. A RCA vákuumcsöves hangszer programozható volt, két billentyűzet és egy lyukkártya segítségével. Ussachevsky híres darabja, a Wireless Fantasy ebben a stúdióban készült.

### CCRMA (Stanford University Center for Computer Research in Music and Acoustics)
Az intézetet John Chowning alapította, jelenleg Chris Chafe vezeti. Fő irányelve a számítógép használata által összekötött, de alapvetően két különböző foglalkozási ág, a zeneszerzés és a kutatás összekötése. A foglalkoztatottak listájában neves művészek és mérnökök is megtalálhatóak, úgy mint Jonathan Abel, David Berners, Julius Smith, Max Mathews (2011-ben elhunyt).
Más számítógépes zenével foglalkozó intézmények még: ICMA, CIME, DIEM, EMS, NOTAM.

## Zenei programozási nyelvek
Megkülönböztetünk objektumorientált nyelveket, mint a Max/MSP, NI Reaktor, Pure Data,valamint szöveges alapú nyelveket, mint a CSound vagy a Lisp. Léteznek a kettő kombinálásával létrejött nyelvek, mint a Supercollider, ChucK.

## Komponálás számítógéppel

### Számítógép által létrehozott zene
Ebbe a kategóriába minden olyan zene beletartozik, ami számítógépet használ a realizációjához vagy maga a számítógép realizálja. Két fő irányzatot lehet megkülönböztetni: az elsőbe tartoznak azok a zenék, melyekhez a számítógép generálja a kottát vagy egy hangzó alapot, és a zenészek erre játszanak akusztikus hangszerekkel, vagy a gép által létrehozott kotta szerint, vagy pedig egy, a darabhoz írt kotta alapján. A másik csoportba olyan darabok tartoznak, melyeknek a megalkotása és a lejátszása is számítógéppel történik zenészek/programozók közreműködésével vagy anélkül.

### Számítógép és az akusztikus hangszerek
A fentebb említett csoportosítás alapján tehát két alcsoportról beszélhetünk a számítógép és az akusztikus hangszerek közös produkcióinál.
Az első csoportnál a számítógép készíti a lejátszandó szólamot a zenészek számára. Ez a fajta megközelítés nem új, a Musicalisches Würfelspiel egy olyan szisztéma, ami egy dobókocka feldobásával, majd az eredmény felhasználásával, kvázi a véletlen alapján rendeli a különböző zenei paramétereket, eljárásokat egymáshoz. A számítógép használatával tulajdonképpen a véletlenszerűségi eloszlás többfajta típusa lett elérhető, illetve az egyes intervallumokban létrejövő arányokat finomabban lehetett kifejezni. Feltétlenül meg kell említeni Iannis Xenakis nevét, aki ezt az eljárást kiterjedten használta. Műveit Fortran programozási nyelven írta, melyet kifejezetten a matematikai számítások elvégzésére fejlesztettek ki (Xenakis építész is volt, zenéjében sok matematikai elemet használt).
A második csoportnál a számítógéppel készítenek egy alapot és ezt kiegészítve írnak a hangszereseknek szólamokat. Ez a megoldás népszerű, mivel az elektronikus alapot könnyen ki lehet írni egy hordozóra, így a szervezőknek "csupán" a hangosításra kell nagy figyelmet fordítani. Ezeknél a daraboknál általában úgynevezett "Timecode"-ot használnak; másodpercre pontosan beírják a kottába, hogy mikor, milyen hangszín vagy gesztus szólal/jelenik meg. Ez nagyon hasznos, hiszen a zenész tud otthon gyakorolni, fel tud készülni a koncertre. Megfelelő körülmények között egy ilyen számítógépes alap át tudja venni egy kisebb zenekar helyét.

### Komponálás és előadás számítógépekkel
Ebbe az alcsoportba tartoznak azok az előadások, ahol kizárólag számítógépeket használnak, esetleg egyéb elektronikus hangszereket (hardware-eket), melyeket a számítógép vezérel. Ez utóbbit sokszor azért választják, hogy csökkentsék a számítási igényt. Ezeknél az előadásoknál legtöbbször a programozó-zeneszerző ír egy úgynevezett szoftverhangszert, melyet vagy általános paraméterezéssel lát el (tehát több zenei szituációban tudja használni), vagy speciálisan egy adott alkalomra, például multimédiás előadásra készíti. A mai laptopok nagy mennyiségű adatot tudnak feldolgozni valós időben, ezért a műfajhoz használható szoftverekkel komoly, bonyolult és komplex feladatokat ellátó virtuális hangszereket lehet építeni.
Szintén ebbe a csoportba tartozik az algoritmikus zeneszerzés, mely egy speciális fajtája a csak számítógépes eljárásoknak. Lényege, hogy a zeneszerző-programozó egy generatív algoritmust ír, mely különböző logikai, valószínűségi szabályokra épülve létrehozza a darabot. A műfaj egy még speciálisabb változata az úgynevezett "Live coding", ahol az előadók élőben hozzák létre ezeket az algoritmusokat vagy akár teljes szoftvereket. A készítés folyamatában kommunikálnak egymással és az interakciójukból születik meg a zenei folyamat.

## Számítógépes zene Magyarországon
A számítógépes zeneszerzés az 50-es, 60-as évek elzártsága miatt kicsit késve, de megjelent Magyarországon is.
Az Új Zenei Stúdió megalapítása mérföldkő volt a hazai elektronikus zenei közeg létrehozásában. Alapító tagjai Sáry László, Jeney Zoltán, Vidovszky László, Eötvös Péter és Kocsis Zoltán voltak, később csatlakozott a csoporthoz Dukay Barnabás, Serei Zsolt, Csapó Gyula, ifj. Kurtág György és Wilheim András is. Céljuk az volt, hogy fórumot biztosítsanak a Bartók utáni magyar zeneszerzési hagyományoktól független irányzatok, elképzelések számára.
Pongrácz Zoltán művészeti érdeklődése a hatvanas évek közepétől fordult az elektroakusztikus zene felé. Két könyve, a "Mai zene, mai hangjegyírás" és "Az elektronikus zene" a technológia fejlődése ellenére még ma is érdekes és tanulságos olvasmány.
Patachich Iván a hetvenes évek közepétől folytatott elektronikus zenei tanulmányokat az Utrechti Egyetemen és Magyarországon elsőként alkalmazott komponált elektroakusztikus zenét.
A mai magyar elektronikus zene kiemelkedő képviselői többek között Bali János, Szigetvári Andrea, Kerestes Szabolcs, Bolcsó Bálint, Baráth Bálint és Nagy Ákos.